# Pascal Jardin
Pascal Jardin (även känd som le Zubial), född 14 maj 1934 i Paris, död 30 juli 1980 i Paris, är en fransk manusförfattare och författare och far till författaren Alexandre Jardin. Pascal Jardin är son till den grå eminensen och officeraren John Jardin, även känd som le Nain jaune.